# Official Handbook of the Marvel Universe
L’Official Handbook of the Marvel Universe (souvent abrégé en OHOTMU) est un guide encyclopédique au format des comics qui a pour objectif, depuis sa première édition en 1983, de recenser tous les personnages, équipes et lieux de l’univers Marvel. Plusieurs éditions mises à jour ont été publiées depuis par Marvel Comics.

## Origine de la publication
Jim Shooter, le rédacteur en chef de Marvel Comics à l’époque, a imaginé de publier un guide de statistiques détaillées sur les super-héros, à la manière de ce qui se faisait au dos des cartes à collectionner de baseball. Le projet initial, qui devait s’intituler The Marvel Super-Specifications Handbook, a été confié à la supervision de Mark Gruenwald. Ce dernier l’a développé pour qu’il englobe toutes les données de l’univers Marvel.
Des opinions critiques ont avancé que le guide était tellement détaillé qu’il limitait de facto la marge de créativité des scénaristes, un argument que Gruenwald a rejeté puisque, selon lui, les informations présentées étaient simplement les plus récentes et sujettes à d’éventuels changement. Peter Sanderson (en), le principal rédacteur du premier guide, a déclaré que « Mark a essayé d’étayer autant que possible les super-pouvoirs des personnages Marvel sur une base scientifique. Après la première version du Handbook, il a estimé que les explications avaient été trop poussées et m’a demandé de les simplifier. »
Le OHOTMU présente une fiche détaillée sur chaque personnage, objet ou lieu significatif de l’univers Marvel. La fiche est généralement composée :
- d’un portrait en pied vu de face du personnage (encré par Josef Rubinstein)
- d’un texte décrivant son origine, ses pouvoirs et autres spécificités, ainsi que des pseudo-statistiques telles que l’état civil, la taille, le poids, etc. La première édition faisait le choix de décrire l’acquisition du super-pouvoir plutôt que d’expliciter trop longuement comment il fonctionnait. Dans l’appendice Book of the Dead (le livre des morts), le guide fournissait en outre la biographie des personnages défunts, une tendance qui s’est généralisée pour tous les personnages dans la Deluxe Edition. Des explications techniques sur les principaux équipements sont également apportées par des plans de coupe.
- d’une illustration du personnage en action, tirée des comics.

### The Official Handbook of the Marvel UniverseVol. I
Série de 15 numéros publiée de 1983 à 1984. Chaque personnage se voit accorder une pleine page, à l’exception des personnages mineurs regroupés à deux par page et des héros principaux développés plus amplement. Les numéros 13 et 14 forment the Books of the Dead and Inactive (personnages ou équipes réputés morts ou inactifs) ; le no 15 Book of Weapons, Hardware, and Paraphernalia est consacré aux armes et à l’équipement.
| no | Titre                                                   | Date           |
| -- | ------------------------------------------------------- | -------------- |
| 1  | A from Abomination to Avengers Quinjet                  | janvier 1983   |
| 2  | B - C from Baron Mordo to Collective Man                | février 1983   |
| 3  | C - D from Collector to Dracula                         | mars 1983      |
| 4  | D - G from Dragon Man to Gypsy Moth                     | avril 1983     |
| 5  | H - J from Hangman to Juggernaut                        | mai 1983       |
| 6  | K - M from Kang to Man-Bull                             | juin 1983      |
| 7  | M from Mandarin to Mystique                             | juillet 1983   |
| 8  | N - P from Namorita to Pyro                             | août 1983      |
| 9  | Q - S from Quasar to She-Hulk                           | septembre 1983 |
| 10 | S from Shi'ar to Sub-Mariner                            | octobre 1983   |
| 11 | S - U from Subterraneans to Ursa Major                  | novembre 1983  |
| 12 | V - Z from Valkyrie to Zzzax                            | décembre 1983  |
| 13 | Book of the Dead and Inactive I: Air-Walker to Man-Wolf | février 1984   |
| 14 | Book of the Dead and Inactive II: Marvel Boy to Zuras   | mars 1984      |
| 15 | Book of Weapons, Hardware, and Paraphernalia            | avril 1984     |

### The Official Handbook of the Marvel Universe Deluxe Edition
Série de 20 numéros publiée de 1985 à 1988. Chaque personnage se voit accorder au moins une page entière, de 3 à 5 pages pour les plus importants. Les Official Handbooks des licences externes comme Conan le barbare, G.I. Joe ou les Transformers sont publiés séparément.
En 1989, la mini-série Deluxe Edition Update ’89 est une mise à jour comprenant les personnages apparus depuis la version précédente, ainsi que les personnages récurrents sans super-pouvoirs.
| no                        | Titre                                         | Date                  |
| ------------------------- | --------------------------------------------- | --------------------- |
| 1                         | Abomination to Batroc’s Brigade               | décembre 1985         |
| 2                         | Beast to Clea                                 | janvier 1986          |
| 3                         | Cloak to Doctor Octopus                       | février 1986          |
| 4                         | Doctor Strange to Galactus’ Heralds           | mars 1986             |
| 5                         | Gardener to The Hulkbusters                   | avril 1986            |
| 6                         | Human Torch to Ka-Zar                         | mai 1986              |
| 7                         | Khoryphos to Magneto                          | juin 1985             |
| 8                         | Magus to Mole Man                             | juillet 1986          |
| 9                         | Molecule Man to Owl                           | août 1986             |
| 10                        | Paladin to The Rhino                          | septembre 1986        |
| 11                        | Richard Rider to Sidewinder                   | octobre 1986          |
| 12                        | Sif to Sunspot                                | novembre 1986         |
| 13                        | Super-Adaptoid to Umar                        | décembre 1986         |
| 14                        | Unicorn to Wolverine                          | janvier 1987          |
| 15                        | Wonder Man to Zzzax                           | mars 1987             |
| 16                        | Book of the Dead: Air-Walker to Death-Stalker | juin 1987             |
| 17                        | Book of the Dead: Destiny to Hobgoblin        | août 1987             |
| 18                        | Book of the Dead: Hyperion to Nighthawk       | octobre 1987          |
| 19                        | Book of the Dead: Nuke to Obadiah Stane       | décembre 1987         |
| 20                        | Book of the Dead: Stick to Zuras              | février 1988          |
|                           | The Official Handbook of the Conan Universe   | 1985                  |
| 1-4                       | The G.I. Joe: Order of Battle                 | nov. 1986 - fév. 1987 |
| 1-4                       | The Transformers Universe                     | déc. 1986 - mars 1987 |
| Deluxe Edition Update ’89 |                                               |                       |
| 1                         | Adversary to Chameleon                        | juillet 1989          |
| 2                         | Champion of the Universe to Ecstasy           | août 1989             |
| 3                         | Eon to Hulk                                   | septembre 1989        |
| 4                         | Human Torch to Manikin                        | octobre 1989          |
| 5                         | Marauders to Power Princess                   | novembre 1989         |
| 6                         | Prowler to Serpent Society                    | fin nov. 1989         |
| 7                         | Set to Tyrak                                  | décembre 1989         |
| 8                         | U-Man to Madelyne Pryor                       | fin déc. 1989         |

### The Official Handbook of the Marvel Universe Master Edition
Série de 36 blocs de fiches publiée de 1990 à 1993. Chaque personnage fait l’objet d’une fiche perforée en bristol. Au recto, il est représenté de face, de profil et de dos. Au verso figurent les renseignements biographiques et biométriques. Les fiches sont détachables et peuvent être rangées dans des classeurs ; les 15 premiers fascicules comprennent 24 fiches, les suivants 23. À partir du 13e, chacun contient un Action Sheet représentant un héros en action et/ou un Team Action Sheet montrant la composition d’une équipe.

### The Official Handbook of the Marvel UniverseVol. IV
Depuis 2004, Marvel publie des one shots thématiques du OHOTMU. Le Marvel Atlas, qui répertorie les pays et contrées imaginaires (la Latvérie, Genosha, Asgard…), débute en 2007.

#### 2004-2005
| One shots 2004        | One shots 2004 | One shots 2005                                     | One shots 2005 |
| Titre                 | Date           | Titre                                              | Date           |
| --------------------- | -------------- | -------------------------------------------------- | -------------- |
| X-Men 2004            | mai 2004       | Women of Marvel 2005                               | janvier 2005   |
| Spider-Man 2004       | juin 2004      | Marvel Knights 2005                                | février 2005   |
| Avengers 2004         | juillet 2004   | X-Men - Age of Apocalypse 2005                     | mars 2005      |
| Hulk 2004             | août 2004      | Spider-Man 2005                                    | avril 2005     |
| Daredevil 2004        | septembre 2004 | Teams 2005                                         | mai 2005       |
| Wolverine 2004        | octobre 2004   | Fantastic Four 2005                                | juin 2005      |
| Book of the Dead 2004 | novembre 2004  | Avengers 2005                                      | juillet 2005   |
| Golden Age 2004       | décembre 2004  | Ultimate Spider-Man & Ultimate Fantastic Four 2005 | août 2005      |
|                       |                | Alternate Universes 2005                           | septembre 2005 |
|                       |                | Horror 2005                                        | octobre 2005   |
|                       |                | X-Men 2005                                         | novembre 2005  |
|                       |                | The Ultimates & Ultimate X-Men 2005                | décembre 2005  |

#### 2006-2007
En 2006 paraît une nouvelle série en 12 numéros, All-New OHOTMU A - Z, présentant de nouveaux personnages. Elle est suivie en 2007 d’une mise à jour de 4 numéros.
| no                           | Titre                                               | Date           |
| ---------------------------- | --------------------------------------------------- | -------------- |
| 1                            | Abraxas to Batwing                                  | janvier 2006   |
| 2                            | Benny Beckley to Crazy Eight                        | février 2006   |
| 3                            | Copperhead to Ethan Edwards                         | mars 2006      |
| 4                            | Damon Dran to Goodman, Lieber, Kurtzberg & Holliway | avril 2006     |
| 5                            | Gorgon to Jury                                      | mai 2006       |
| 6                            | Justice to Marville                                 | juin 2006      |
| 7                            | Victor Mancha to Phantazia                          | juillet 2006   |
| 8                            | Nekra to Quoi                                       | août 2006      |
| 9                            | Puppet Master to Shamrock                           | septembre 2006 |
| 10                           | Shadowoman to Tara                                  | octobre 2006   |
| 11                           | Stranger to Ultimo                                  | novembre 2006  |
| 12                           | Ultra Girl to Arnim Zola                            | décembre 2006  |
| All-New OHOTMU A - Z: Update |                                                     |                |
| 1                            | Amatsu-Kami to Walker                               | janvier 2007   |
| 2                            | Adam II to Zodiak                                   | mai 2007       |
| 3                            | Acts of Vengeance to Zodiac Key                     | juillet 2007   |
| 4                            | Aqueduct to Zaran                                   | octobre 2007   |

Parallèlement à la série mensuelle de 2006 (ci-dessus), les fascicules de Marvel Legacy: The 1960s–1990s Handbook sont publiés épisodiquement.
| no | Titre                                              | Date          |
| -- | -------------------------------------------------- | ------------- |
| 1  | The 1960s Handbook: Acrobat to Zota                | février 2006  |
| 2  | The 1970s Handbook: Avengers to Xorr the God-Jewel | mai 2006      |
| 3  | The 1980s Handbook: Archer U.S. to Zxaxz           | novembre 2006 |
| 4  | The 1990s Handbook: Annex to X-Treme               | février 2007  |

La publication des one shots thématiques se poursuit également.
| One shots 2006                   | One shots 2006 | One shots 2007                                                      | One shots 2007 |
| Titre                            | Date           | Titre                                                               | Date           |
| -------------------------------- | -------------- | ------------------------------------------------------------------- | -------------- |
| X-Men: The 198 Files             | janvier 2006   | Spider-Man: Back in Black Handbook                                  | avril 2007     |
| Marvel Westerns: Outlaw Files    | juin 2006      | Anita Blake: Vampire Hunter - Guilty Pleasures Handbook             | mai 2007       |
| Planet Hulk: Gladiator Guidebook | juillet 2006   | Mystic Arcana: The Book of Marvel Magic                             | juin 2007      |
| Annihilation: Nova Corps Files   | juillet 2006   | The Mighty Avengers: Most Wanted Files                              | juin 2007      |
| Civil War Files                  | septembre 2006 | World War Hulk: Gamma Files                                         | août 2007      |
|                                  |                | Marvel Zombies: The Book of Angels, Demons, & Various Monstrosities | septembre 2007 |
|                                  |                | Marvel Atlas #1                                                     | novembre 2007  |
|                                  |                | X-Men: Messiah Complex - Mutant Files                               | décembre 2007  |

#### 2008-2009
L’ensemble du contenu encyclopédique publié entre 2004 et 2007 est actualisé et réédité dans les 14 volumes du Official Handbook of the Marvel Universe A-Z Premiere HC, recueils de 240 pages cartonnés sous jaquette.
| no | Titre                                     | Date           |
| -- | ----------------------------------------- | -------------- |
| 1  | 1602 A.D. to Blackwing (Manfredi)         | février 2008   |
| 2  | Blackwulf to Crimson Dynamo               | avril 2008     |
| 3  | Crimson Dynamo II to Elements of Doom     | juin 2008      |
| 4  | Elf with a Gun to Guardians of the Galaxy | août 2008      |
| 5  | Guardsmen to Jackal                       | octobre 2008   |
| 6  | Harald Jaekelsson to Maelstrom            | décembre 2008  |
| 7  | Maestro to Ms. Marvel                     | mars 2009      |
| 8  | Multiple Man to Phoenix Force             | mai 2009       |
| 9  | Photon to Sage                            | juillet 2009   |
| 10 | Salem’s Seven to Speed                    | septembre 2009 |
| 11 | Speed Demon to Terrible Trio              | novembre 2009  |
| 12 | Terror to Vision (Aarkus)                 | janvier 2010   |
| 13 | Vision (robot) to Zaran                   | avril 2010     |
| 14 | Aboriginal Gods to Zzzax                  | juin 2010      |

| One shots 2008                             | One shots 2008 | One shots 2009                                    | One shots 2009 |
| Titre                                      | Date           | Titre                                             | Date           |
| ------------------------------------------ | -------------- | ------------------------------------------------- | -------------- |
| Ultimate Secrets                           | janvier 2008   | Dark Reign Files                                  | février 2009   |
| Marvel Atlas #2                            | mars 2008      | Wolverine: Weapon X Files                         | avril 2009     |
| All-New Iron Manual                        | mai 2008       | Marvel Pets Handbook                              | juin 2009      |
| Secret Invasion: Skrulls!                  | juillet 2008   | Thor & Hercules: Encyclopedia Mythologica         | juillet 2009   |
| Amazing Spider-Man: Brand New Day Yearbook | décembre 2008  | Marvel Mystery Handbook: 70th Anniversary Special | septembre 2009 |

#### 2010-2011
De nouveaux personnages apparus depuis 2007 ainsi que d’autres, issus du Golden Age ou des comics de western et intégrés rétroactivement à la continuité Marvel, sont inventoriés dans le Official Handbook of the Marvel Universe A - Z Update, comprenant 5 numéros en 2010.
| no | Titre                          | Date          |
| -- | ------------------------------ | ------------- |
| 1  | Marlene Alraune to Zuri        | février 2010  |
| 2  | Abyss to Xartans               | juin 2010     |
| 3  | Aakon to Yondu                 | août 2010     |
| 4  | Beetle (Leila Davis) to Zodiac | octobre 2010  |
| 5  | Advisor to Witness             | décembre 2010 |

| One shots 2010                | One shots 2010 | One shots 2011                      | One shots 2011 |
| Titre                         | Date           | Titre                               | Date           |
| ----------------------------- | -------------- | ----------------------------------- | -------------- |
| Deadpool Corps: Rank and Foul | mars 2010      | Blockbusters of the Marvel Universe | janvier 2011   |
| Iron Manual Mark 3            | avril 2010     | Thor: Asgard’s Avenger              | avril 2011     |
| Avengers Assemble             | mai 2010       | X-Men: Earth’s Mutant Heroes        | mai 2011       |
| X-Men: Phoenix Force Handbook | juillet 2010   | Captain America: America’s Avenger  | juin 2011      |
|                               |                | Fear Itself: Fellowship of Fear     | août 2011      |
|                               |                | Fantastic Four: 50 Fantastic Years  | septembre 2011 |
|                               |                | Vampires: The Marvel Undead         | octobre 2011   |
|                               |                | Defenders: Strange Heroes           | décembre 2011  |

### Marvel Encyclopedia
Une mini-série Wolverine Encyclopedia sur le personnage éponyme est commencée en 1996 mais n’a pas été menée jusqu’à son terme.
| no | Titre | Date                |
| -- | ----- | ------------------- |
| 1  | A - K | novembre 1996       |
| 2  | L - R | décembre 1996       |
| 3  | S - Z | publication annulée |

6 volumes encyclopédiques indépendants sont parus entre 2002 et 2004. Chacun développe un domaine particulier de l’univers Marvel, en proposant une entrée biographique pour tous les personnages afférents et en retraçant l’évolution diégétique de l’œuvre.
| no | Titre           | Date          |
| -- | --------------- | ------------- |
| 1  | Marvel Universe | octobre 2002  |
| 2  | X-Men           | avril 2003    |
| 3  | Hulk            | juin 2003     |
| 4  | Spider-Man      | novembre 2003 |
| 5  | Marvel Knights  | avril 2004    |
| 6  | Fantastic Four  | novembre 2004 |

### Ultimate Guides
L’éditeur britannique Dorling Kindersley, spécialisé dans les beau-livres, propose des ouvrages consacrés aux super-héros intitulés Ultimate Guides. Ces guides sont organisés de façon thématique (personnages importants, événements majeurs, adaptations au cinéma) et ponctuellement mis à jour. Parmi ceux-ci figurent les encyclopédies sur les personnages de comics Marvel.
| Titre                                                  | Date           | Pages |
| ------------------------------------------------------ | -------------- | ----- |
| Ultimate X-Men                                         | octobre 2000   | 174   |
| Spider-Man: The Ultimate Guide                         | septembre 2001 | 168   |
| Hulk: The Incredible Guide                             | mai 2003       | 176   |
| The Fantastic Four: The Ultimate Guide                 | juin 2005      | 144   |
| The Avengers: The Ultimate Guide                       | octobre 2005   | 144   |
| The Marvel Encyclopedia                                | octobre 2006   | 352   |
| Iron Man: The Ultimate Guide to the Armored Super Hero | février 2010   | 200   |
| The Avengers: The Ultimate Character Guide             | septembre 2010 | 208   |
| The Marvel Encyclopedia - Updated and Expanded         | mars 2014      | 432   |
| The Avengers Encyclopedia                              | octobre 2015   | 352   |

## Parutions françaises

### Lug et Semic
La 1re série de 1983-1984 a été partiellement traduite par les Éditions Lug dans Strange Spécial Origines, du no 181 bis (1985) au no 313 bis (1996). Les personnages peu familiers ou inconnus du lectorat français ont été éludés. Lug, et par la suite Semic, a entrepris une édition plus complète (bien que non exhaustive) dans des albums intitulés Encyclopédie Marvel de A à Z vendus par souscription. Malheureusement, la perte de la licence Marvel par Semic en 1996 a laissé cette collection inachevée.
| no | Titre                                | Date          |
| -- | ------------------------------------ | ------------- |
| 1  | de Abomination à Champions of Xandar | décembre 1987 |
| 2  | de Charlie 27 à Enforcers            | décembre 1988 |
| 3  | de Eternals à Imperial Guard         | février 1990  |
| 4  | de Impossible Man à Marauders        | février 1992  |
| 5  | de Marrina à Olympus                 | février 1993  |
| 6  | de Omega Flight à Sasquatch          | juin 1995     |

Dans les années 2000, Semic a acquis les droits de l’éditeur Dorling Kindersley pour la publication en français de ses encyclopédies sur les super-héros.
- Spider-Man, l’encyclopédie de l’Araignée (2002)
- X-Men, l’encyclopédie des mutants (2003)
- Hulk, l’encyclopédie du Titan vert (2003)
- Fantastic Four, l’encyclopédie (2005)
- Avengers, l’encyclopédie (2006)
- L’Encyclopédie des personnages de l’univers Marvel (2007)
- Wolverine, l’univers de l’arme vivante (2009)
- Les Chroniques de Marvel (2009)
- Iron Man, le guide ultime du super-héros en armure (2010)

### Marvel France
Marvel France a traduit quatre volumes de la série Marvel Encyclopedia, dans une présentation identique à l’originale.
1. Encyclopédie Marvel (2004)
2. Encyclopédie Spider-Man (2004)
3. Encyclopédie Fantastic Four (2005)
4. Encyclopédie X-Men (2006)

### Huginn & Muninn
Le label éditorial Huginn & Muninn, fondé par Média-Participations en 2010 pour accueillir un catalogue consacré à « la culture pop et geek », publie en français les encyclopédies de Dorling Kindersley (nouveautés et mises à jour des livres précédemment édités par Semic).
- Les Chroniques des Avengers (Peter David, avril 2015)
- Marvel, l’encyclopédie (Tom DeFalco et Peter Sanderson, octobre 2015)
- Captain America, l’encyclopédie illustrée (Matt Forbeck, Alan Cowsill et Daniel Wallace, septembre 2016)
- Avengers, l’encyclopédie illustrée (Matt Forbeck et Matthew K. Manning, octobre 2016)
- Doctor Strange, l’encyclopédie illustrée (Billy Wrecks, Nick Jones et Danny Graydon, octobre 2016)
- Les Gardiens de la Galaxie, l’encyclopédie illustrée (Nick Jones, avril 2017)
- Marvel : Le Guide du Cosmos (Marc Sumerak, avril 2017)